# 北歐電網

欧洲输电系统运营商组织（区域集团）地图 欧洲大陆、北欧、波罗的海、大不列颠和爱尔兰/北爱尔兰（前 UCTE、UKTSOA、NORDEL、ATSOI、IPS/UPS）。

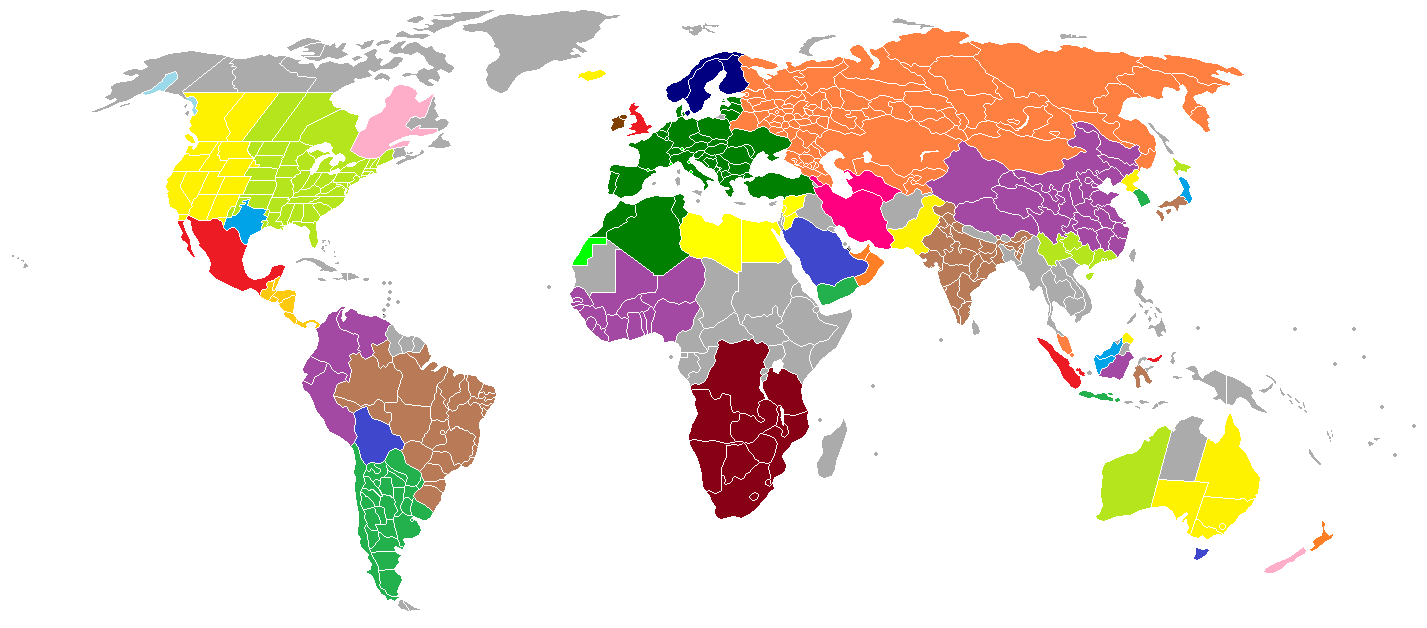
同步电网图

北歐電網是欧洲输電运营商网络裡的北欧地区集团（原NORDEL），並由挪威、瑞典、芬兰的电网和丹麦的东部（新西兰、博恩霍尔姆與周邊小島）组成。该电网与欧洲大陆电网不同步，但仍与其他电网有非同步的直流连接。哥特兰岛的電網不与瑞典大陆的同步，並通过高壓直流輸電來连接。  

## 直流链路
北欧系统通过这些链來跟其他区域连接： 
- NordLink, 挪威到德国
- Konti-Skan, 瑞典-日德兰[1]
- Skagerrak, 日德兰 - 挪威[1]
- Great Belt Power Link ，日德兰 - 丹麦大陸[1]
- 波罗的海电缆，瑞典至德国[1]
- SwePol, 瑞典至波兰[1]
- NordBalt, 瑞典至立陶宛[1]
- NorNed, 挪威至荷兰[1]
- 北海连接，挪威到英国
- Estlink, 芬兰至爱沙尼亚[1]
- Kontek ，丹麦大陸至德国